# Tronxó
Tronxó (en castellà i oficialment, Tronchón) és un municipi de l'Aragó, província de Terol, a la comarca del Maestrat aragonès.
L'element més característic i conegut de Tronxó és el formatge que s'hi elabora a partir de llet de cabra i ovella i que té una forma característica gràcies al motlle que s'utilitza anomenat encilla.
Tronxó era una possessió hospitalera de la Castellania d'Amposta.

## Fills il·lustres
- Just Fuster, (segle xix) músic.